# Vinícius Rangel
Vinicius Rangel Costa (Cabo Frio, 26 mei 2001) is een Braziliaans wielrenner.

## Carrière
Rangel werd in 2016 Braziliaans kampioen op de weg en in het tijdrijden bij de nieuwelingen. In 2018 werd hij bij de junioren in beide onderdelen tweede, op het Pan-Amerikaans kampioenschap werd hij vierde in het tijdrijden en reed de wegwedstrijd niet uit, op het WK voor junioren werd hij dertigste. In 2019 werd hij derde in het tijdrijden en in de wegwedstrijd op het Pan-Amerikaans kampioenschap voor junioren; op het WK dat jaar werd hij 48e in de wegwedstrijd. In 2020 en 2021 kwam hij voornamelijk uit met het Braziliaans nationale team; op het wereldkampioenschap in 2021 werd hij negende bij de beloften. Dat jaar won hij het algemeen klassement in de Vuelta a Cantabria en de Vuelta a Salamanca, in deze laatste won hij ook twee etappes.
In 2022 kreeg hij een contract bij World Tour-ploeg Movistar Team voor drie seizoenen. Hij reed drie seizoenen voor de ploeg maar kreeg geen nieuw contract voor het seizoen 2025. Hij maakte hierna de overstap naar de Braziliaanse continentale ploeg Swift Carbon Pro Cycling Brasil.

## Overwinningen
2016
 Braziliaans kampioen op de weg, nieuwelingen
 Braziliaans kampioen tijdrijden, nieuwelingen
2021
Algemeen klassement Vuelta a Cantabria
2e en 3e etappe Vuelta a Salamanca
Algemeen klassement Vuelta a Salamanca
2022
 Braziliaans kampioen op de weg

## Resultaten in voornaamste wedstrijden
|      | \| Jaar \| Parijs-Roubaix \| Amstel Gold Race \| \| ---- \| -------------- \| ---------------- \| \| 2022 \| \| 117e \| \| 2023 \| \| \| \| 2024 \| 94e \| \| |                  |
| Jaar | Parijs-Roubaix | Amstel Gold Race |
| 2022 | | 117e             |
| 2023 | |                  |
| 2024 | 94e |                  |

## Ploegen
- 2022 –  Movistar Team
- 2023 –  Movistar Team
- 2024 –  Movistar Team
- 2025 –  Swift Carbon Pro Cycling Brasil

Aranburu · Arcas · Barta · Elosegui · Erviti · García · González · Hollmann · Izagirre · Jacobs · Jorgenson · Kanter · Lazkano · E. Mas · L. Mas · Mühlberger · Norsgaard · Oliveira · Pedrero · Rangel Costa · Rodríguez · Rojas · Rubio · Samitier · Serrano · Sosa · Torres · Valverde · Verona
Aranburu · Arcas · Barta · Erviti · García · Gaviria · González · Guerreiro · Hollmann · Izagirre · Jacobs · Jorgenson · Kanter · Lazkano · E. Mas · L. Mas · Mühlberger · Norsgaard · Oliveira · Pedrero · Rangel Costa · Rodríguez · Rojas · Romeo · Rubio · Samitier · Serrano · Sosa · Torres · Verona
Aranburu · Arcas · Barrenetxea · Barta · Canal · Cavagna · Cimolai · Formolo · García · Gaviria · Guerreiro · Jacobs · Lazkano · Mas · Milesi · Moro · Mühlberger · Norsgaard · Oliveira · Pedrero · Quintana · Rangel Costa (tot 19/8) · Romeo · Romo · Rubio · Samitier · Serrano · Sosa · Torres